# Scottish Open 2019 (Badminton)
Die Scottish Open 2019 fanden vom 21. bis zum 24. November 2019 in der Emirates Arena in Glasgow statt. Es war die 101. Austragung dieser internationalen Meisterschaften von Schottland im Badminton.

## Medaillengewinner
| Disziplin    | Gold                                | Silber                            | Bronze                              |
| ------------ | ----------------------------------- | --------------------------------- | ----------------------------------- |
| Herreneinzel | Lakshya Sen                         | Ygor Coelho                       | Jason Ho-Shue                       |
| Herreneinzel | Lakshya Sen                         | Ygor Coelho                       | Christo Popov                       |
| Dameneinzel  | Qi Xuefei                           | Sung Shuo-yun                     | Line Christophersen                 |
| Dameneinzel  | Qi Xuefei                           | Sung Shuo-yun                     | Julie Dawall Jakobsen               |
| Herrendoppel | Alexander Dunn Adam Hall            | Jeppe Bay Mikkel Mikkelsen        | Christopher Grimley Matthew Grimley |
| Herrendoppel | Alexander Dunn Adam Hall            | Jeppe Bay Mikkel Mikkelsen        | Chiang Chien-wei Ye Hong-wei        |
| Damendoppel  | Amalie Magelund Freja Ravn          | Julie Finne-Ipsen Mai Surrow      | Emma Karlsson Johanna Magnusson     |
| Damendoppel  | Amalie Magelund Freja Ravn          | Julie Finne-Ipsen Mai Surrow      | Clara Nistad Moa Sjöö               |
| Mixed        | Mathias Christiansen Alexandra Bøje | Mathias Bay-Smidt Rikke S. Hansen | Adam Hall Julie MacPherson          |
| Mixed        | Mathias Christiansen Alexandra Bøje | Mathias Bay-Smidt Rikke S. Hansen | Gregory Mairs Victoria Williams     |